# Zisterzienserabtei Spring Bank
Die Zisterzienserabtei Spring Bank (lat. Abbatia Beatae Mariae Virginis ad Fontem; engl. Cistercian Abbey of Spring Bank) war von 1928 bis 2011 ein US-amerikanisches Kloster der Zisterzienser, zuerst in Oconomowoc, Wisconsin, ab 1985 in Sparta (Wisconsin).

## Geschichte
Das österreichische Stift Schlierbach unter Abt Alois Wiesinger (in Kooperation mit der Abtei Mehrerau, sowie der Abtei Mariënkroon) gründete 1928 auf Einladung des schweizstämmigen Erzbischofs von Milwaukee, Sebastian Gebhard Messmer, in Oconomowoc bei Milwaukee das erste US-amerikanische Kloster der Allgemeinen Observanz der Zisterzienser. 1947 nahm Spring Bank aus Ungarn geflohene Mönche des Klosters Zirc auf, die 1955 in Irving (Texas) das Kloster Our Lady of Dallas gründeten. Spring Bank wurde 1963 zur Abtei erhoben und 1977 in die Mehrerauer Kongregation eingegliedert. 1985 wechselte der Konvent nach Sparta (Wisconsin) und kam durch den erfolgreichen Vertrieb von Laserdruckpatronen in die Schlagzeilen, verlor aber sein gesamtes Vermögen in der Finanzkrise von 2008/2009 und wurde 2011 aufgelöst.
Obere, Prioren und Äbte:
- 1930–1934: Thomas Roos
- 1934–1947: Romuald Pecasse
- 1947–1971: Raymond Molnár
- 1972–1989: Joseph van Grevenbroek (1897–1990)
- 1989–1997: Blaise Fűz (1922–2008)
- 1997–2002: Gregory Norman
- 2002–2006: Robert Keffer
- 2006–2011: Bernard McCoy